# Okluzija
Okluzija je meteorološki pojem, ki opisuje stanje ob koncu potujočega ciklona. Ko hladna fronta dohiti toplo se topla dvigne nad hladno. Okluzija nam napoveduje konec ciklona in jasno vreme. Na prognostičnih, vremenskih kartah je vedno prikazana, kot vijolična črta, s polkrogi in trikotniki.